# Leptodiaptomus judayi
Leptodiaptomus judayi är en kräftdjursart som först beskrevs av Marsh 1907.  Leptodiaptomus judayi ingår i släktet Leptodiaptomus och familjen Diaptomidae. Inga underarter finns listade i Catalogue of Life.